# Xialaba (sockenhuvudort i Kina, Shanxi Sheng, lat 39,59, long 112,66)
Xialaba är en sockenhuvudort i Kina. Den ligger i provinsen Shanxi, i den norra delen av landet, omkring 190 kilometer norr om provinshuvudstaden Taiyuan. Antalet invånare är 3 207. Befolkningen består av 1 567 kvinnor och 1 640 män. Barn under 15 år utgör 13,0 %, vuxna 15-64 år 70 %, och äldre över 65 år 15,0 %.
Runt Xialaba är det ganska tätbefolkat, med 139 invånare per kvadratkilometer. Närmaste större samhälle är Daiyue, 15,8 km sydost om Xialaba. Trakten runt Xialaba består i huvudsak av gräsmarker.
Genomsnittlig årsnederbörd är 632 millimeter. Den regnigaste månaden är juli, med i genomsnitt 177 mm nederbörd, och den torraste är december, med 3 mm nederbörd.